# Harald Schlegelmilch
Haralds Šlēgelmilhs, connu internationalement sous le nom Harald Schlegelmilch (né le 6 décembre 1987 à Riga, Lettonie) est un pilote automobile letton.
En 2007, il a participé au championnat de Formule 3 Euroseries. Sa huitième place lors de la première manche du week-end du Nürburgring lui a permis de s'élancer de la pole position le lendemain pour la seconde manche, suivant le principe de la grille inversée en vigueur dans le championnat. Le jeune pilote letton a su résister aux leaders du championnat pour décrocher son premier succès dans la discipline. Il s'est classé à la 14e place finale du championnat.
Participant au championnat GP2 Asia Series et International Formula Master en 2008, il est supposé piloter au GP2 Series ou aux World Series by Renault en 2009. Il effectue seulement deux courses dans ce dernier.
Après plusieurs années sans volant de titulaire, ponctuées par quelques piges en Formule 2 et en Championnat d'Europe de Formule 3, il roule en Lamborghini Super Trofeo Europe à partir de 2015. Il est notamment vice-champion en 2016 et 2019.